# Marianki (powiat białobrzeski)
Marianki dawniej też Maryanki – wieś sołecka w Polsce położona w województwie mazowieckim, w powiecie białobrzeskim, w gminie Stromiec.
Administracyjnie w skład sołectwa Marianki wchodzi także wieś Zabagnie.
W latach 1975–1998 miejscowość należała administracyjnie do województwa radomskiego.
Wierni Kościoła rzymskokatolickiego należą do parafii św. Jana Chrzciciela w Stromcu.